# Holzmodelle aus dem Mittleren Reich im Roemer- und Pelizaeus-Museum Hildesheim
In der ägyptischen Sammlung des Roemer- und Pelizaeus-Museums Hildesheim befinden sich mehrere Holzmodelle aus dem Mittleren Reich, 11. Dynastie, ca. 2120 bis 1980 v. Chr. u. a. mit den Inventarnummern PM 1689, PM 1692, PM 1694 und PM 1697. Wilhelm Pelizaeus erwarb die Modelle im Zeitraum von Dezember 1910 bis Januar 1911. Nach seiner Information stammen alle Objekte aus Asyut und sogar aus demselben Grab, das der dortige Privatsammler Said Bey Khashaba ausgrub. Sie waren für die sichere Versorgung des unbekannten Grabherrn im Jenseits bestimmt. Wilhelm Pelizaeus überwies die Modelle im Frühjahr 1911 seiner Heimatstadt Hildesheim.

## Beschreibung eines Getreidespeichers, Inventarnummer: PM 1689

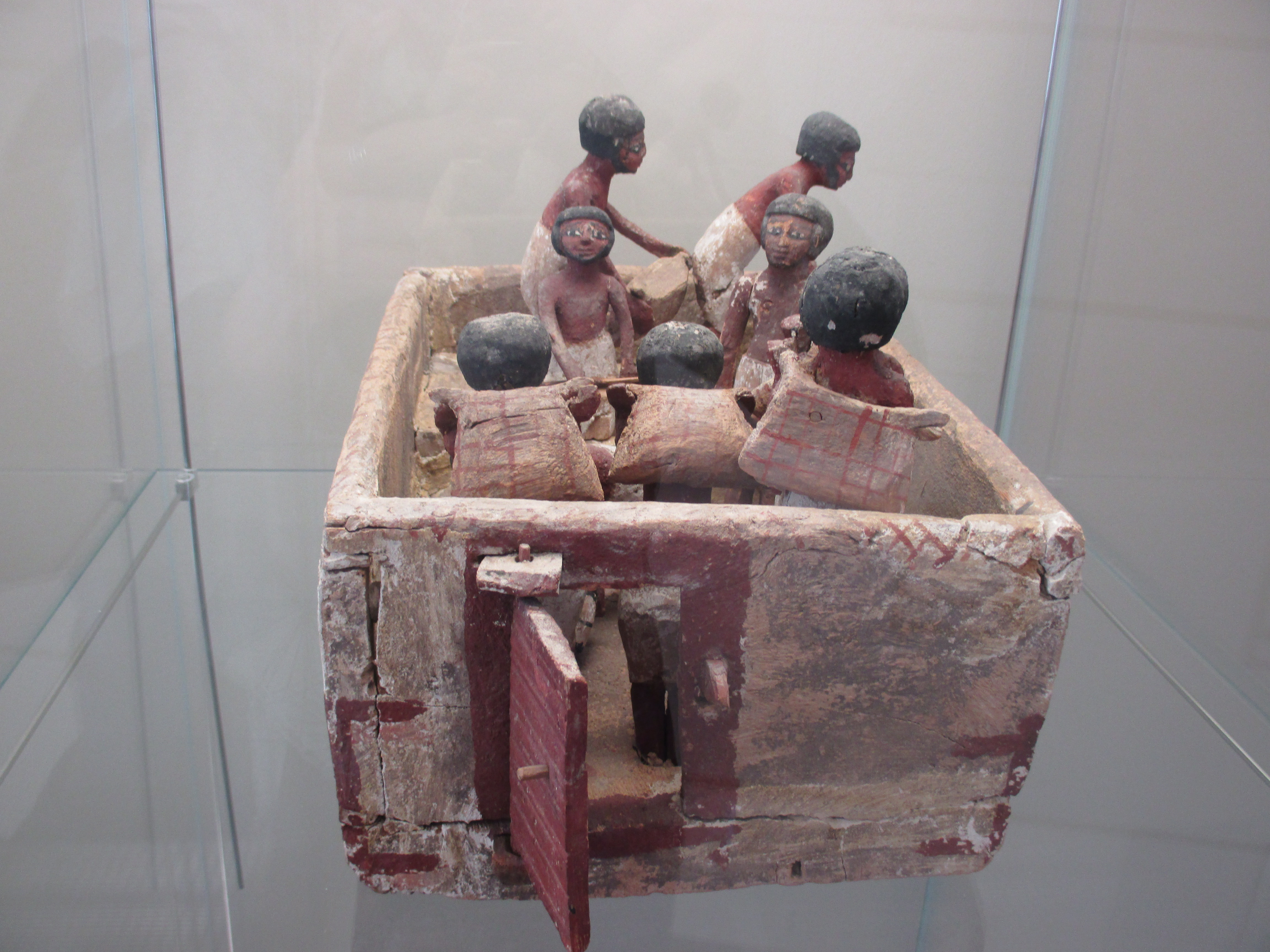
Holzmodell eines Getreidespeichers im Roemer- und Pelizaeus-Museum, Inv.-Nr. PM1689

Das Modell hat eine Höhe von 30 cm, eine Breite von 29 cm und eine Länge von 44,5 cm. Die teilweise noch vorhandene Holzbemalung ist in den Farben rot, weiß, schwarz und ocker ausgeführt. Wie im ägyptischen Staat spielte die Vorratshaltung auch in den Privathaushalten eine wichtige Rolle. Speicheranlagen gehörten daher als notwendiger Bestandteil zu den Häusern. Modelle von Getreidespeichern in dieser und ähnlicher Form kommen häufig unter den Grabbeigaben des Mittleren Reiches vor. Sie betonen die Bedeutung des Getreides als Grundnahrungsmittel aller Bevölkerungsschichten. Die Modelle des täglichen Lebens sollten als dauerhafter Ersatz für die Herstellung und Bereithaltung der Lebensmittel dienen und die ewige Versorgung der Verstorbenen gewährleisten. Das Modell des Getreidespeichers im Roemer- und Pelizaeus-Museum hat die Form eines rechteckigen Kastens ohne Deckel, eine einfache Mauer mit einer nach außen aufgehenden Tür umgibt die Speicheranlage. Von einem inneren Hof führt eine Treppe hinauf zu den sechs eigentlichen Silo, die von oben her gefüllt werden konnten. Vier Männer schleppen in Säcken das Getreide zu den Silos. Einer von ihnen ist dabei, seinen Sack auszuschütten. Zwei weitere Arbeiter tragen bereits leere Säcke. Ein Mann hält ein Kornmaß in den Händen. Dabei steht ein Aufseher, der als Zeichen seiner Autorität einen Stock sowie ein Schreibgerät unter die Arme geklemmt hat. Ein weiterer, hockender Mann fungiert vielleicht als Schreiber. Die hier arbeitenden Männer zeigen alle eine dunkle, rotbraune Hautfarbe. Sie tragen einfache weiße, knielange Schurze, schwarze Perücken und – im Gegensatz zu den Männern der gehobenen sozialen Schichten, die gewöhnlich glatt rasiert erscheinen – einen aufgemalten Bart.

## Beschreibung einer Pflügeszene, Inventarnummer: PM 1692

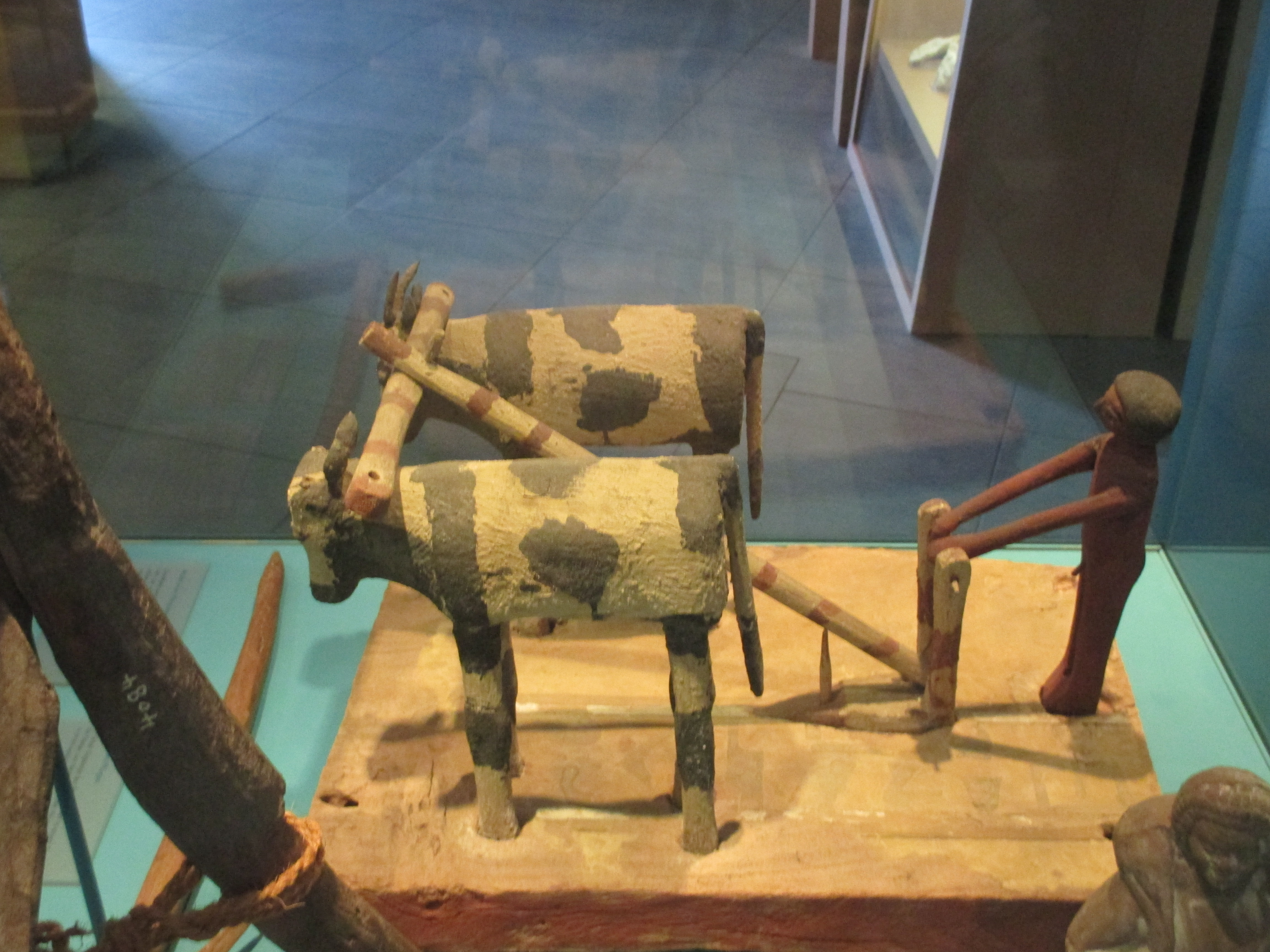
Holzmodell einer Pflügeszene im Roemer- und Pelizaeus-Museum, Inv.-Nr. PM 1692

Das Modell ist aus Sykomorenholz gearbeitet, hat eine Höhe von 27,8 cm, eine Breite von 32 cm und eine Länge von 44,5 cm und ist in den Farben rotbraun, schwarz, weiß bemalt, die noch gut erhalten sind. Auch diese Szene gehört zu den Modellen des täglichen Lebens, die oft in großer Zahl zur Grabausstattung im Mittleren Reich gehörten. Sie sollten bildmagisch die ewige Versorgung der Verstorbenen mit allen Produkten der Landwirtschaft, Viehzucht und Hauswirtschaft gewährleisten. Für die Basis wurde ein mit dem Beginn einer Opferformel beschriftetes Sargbrett wiederverwendet. Es stammt von der oberen Schmalseitenpartie eines Kastensarges und die auf Gehrung geschnittene linke Seite mit den Zapflöchern bildet heute die innere Schmalseite der Basisplatte. Vor einem Holzpflug steht ein schwarz-bunt geschecktes Rindergespann. Die einfache Pflugschar hat die Form eines lang gezogenen, gleichschenkeligen Dreiecks; sie wird von einem langen Balken am geraden Joch, das auf den Schultern der Zugtiere aufliegt, gezogen. Die Bemalung soll die Holzmaserung angeben. Hinter dem Pflug steht ein jetzt nackter Mann mit glattem kurzem Haar, der mit beiden Händen den Pflug in der vorgesehenen Bahn hält. Wahrscheinlich besaß er ursprünglich einen aus Leinen gefertigten Schurz.

## Beschreibung einer Schlachthofszene, Inventarnummer: PM 1694

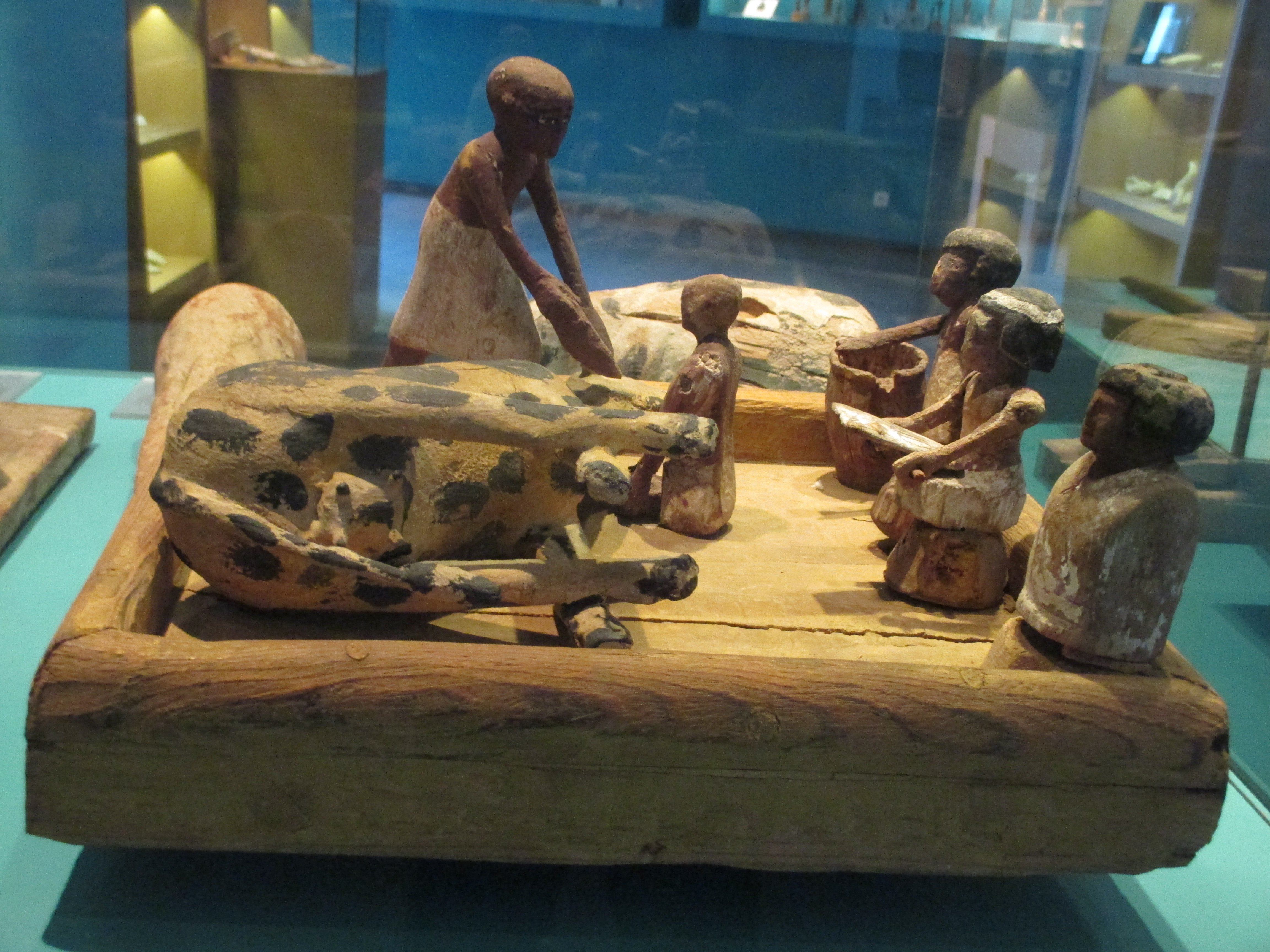
Holzmodell einer Schlachthofszene im Roemer- und Pelizaeus-Museum, Inv.-Nr. PM 1694

Das Modell besteht aus bemaltem Zedernholz, hat eine Höhe von 23 cm, eine Breite von 30 cm und eine Länge von 33,5 cm. Schlachtungsszenen spielten eine große Rolle in der Grabdekoration und bei den Modellen des Alltags, denn sie gewährleisteten magisch die Versorgung des Grabherrn mit dem begehrten Nahrungsmittel Rindfleisch, das im tatsächlichen Leben nicht jeden Tag genossen werden konnte. Die Bemalung auf dem Holzmodell in weiß, schwarz, rotbraun und rot ist noch gut erhalten. Das fast quadratische Holzbrett, auf dem die Figuren des Modells montiert sind, ist mit einer niedrigen Einfassung versehen. Die Aussparung an einer Seite zeigt die Schlachtszene in einem offenen Hof. Ein großer kahlköpfiger Mann steht vor der Kuh, die mit zusammengebundenen Beinen vor ihm auf dem Boden auf ihrer linken Seite liegt. Er setzt ihr gerade das Messer, das er in der rechten Hand hält, an den Hals, um die Kehle zu durchschneiden. Ein roter Farbfleck am Hals des Tieres deutet an, dass der im Ausfallschritt vorgebeugte Schlachter mit dem Messer bereits die Halsschlagader getroffen hat. Ein ebenfalls kahlköpfiger Mann kniet dem Schlachter gegenüber vor dem Rind, um das Blut des Tieres in einer Schale aufzufangen. Am Rand wird diese Szene durch drei weitere Personen mit kurzen schwarzen Perücken begleitet. In einer Hofecke macht sich ein stehender Mann an einem Trog zu schaffen, in dem vielleicht das Blut gesammelt wird. In der anderen Ecke hockt eine Person, eingehüllt in einen langen weißen Umhang, die wohl als Grabherr oder Aufsichtsperson erklärt werden kann. Zwischen diesen beiden Figuren protokolliert ein Schreiber mit Schreibbrett auf den Knien den Vorgang.

## Beschreibung eines Segelschiffes, Inventarnummer: PM 1697
Das Modell ist aus Sykomore und Tamariske gearbeitet, hat eine Höhe von 69 cm, eine Breite von 32 cm und eine Länge von 86 cm. Die Bemalung des Schiffes in den Farben hellbraun, gelb, rotbraun, weiß, schwarz und ocker ist gut erhalten. Die Sitte, den Verstorbenen Boote mit ins Grab zu geben, reicht bis in die Frühzeit zurück. Zum einen sollte dem Grabherrn dadurch ermöglicht werden, auch im Jenseits ein Boot zu seiner Verfügung zu haben, zum anderen konnte mit diesen Schiffen die im Bestattungsritual durchgeführte Pilgerfahrt nach Abydos zum Totengott Osiris nachvollzogen werden. Der hier wiedergegebene Schiffstyp diente als Reiseschiff und besitzt eine flach auslaufende Bug- und Heckzone sowie einen hohen Schiffskörper. Zur technischen Ausstattung des Schiffes gehören ein einfaches Rahsegel am Mast sowie ein mächtiges doppeltes Steuerruder. Die mehrköpfige Besatzung hat eine kräftige rotbraune Hautfarbe. Die Personen tragen schwarze Perücken, aufgemalte knielange einfache Schurze und darüber einen zweiten Schurz aus einem Stück Leinen. Am Heck sitzt an den Steuerrudern der Steuermann. Hinter dem Mast stehen drei Männer, die das Segel hissen. Ein anderer Mann ist an einem Seitenruder beschäftigt. Als Aufbau ist eine rundhüttenähnliche bemalte Kabine vorhanden, die wohl zur Aufnahme des Reisegepäckes dient und dem Schiffseigner auf seinen Reisen Schutz vor der Sonne gibt. Von den übrigen Besatzungsmitgliedern werden in mehreren Fällen Opfergaben herbeigebracht. Es ist allerdings fraglich, ob die Opferträger zur ursprünglichen Mannschaft des Schiffes gehörten. Beim Kauf des Modells in der Jahreswende 1910/1911 waren auch noch zusätzlich Handwerker an Bord montiert, die inzwischen, als nicht original zugehörig, entfernt wurden.